# 盲信号分离
盲信号分离（信號分離，盲信號源分離）指的是从多个观测到的混合信号中分析出没有观测的原始信号。通常观测到的混合信号来自多个传感器的输出，并且传感器的输出信号独立（线性不相关）。盲信号的“盲”字强调了两点：1)原始信号并不知道；2)对于信号混合的方法也不知道。最常用在的領域是在訊號處理，且牽涉到對混合訊號的分析。盲信号分离最主要的目標就是將原始的信號還原出原始單一的訊號。一个经典的例子是雞尾酒會效應，當許多人一起在同一個空間裡說話的時候，聽者可以專注於某一個人說的話上，人類的大脑可以即時處理這類的語音訊號分離問題，但是在數位語音處理裡，這個問題還是一個困難的問題。
盲信號分離在早期时集中于研究時間訊號，像是聲音，然而，盲信號分離目前已經可以应用在多维度的資料上，例如圖片和張量这类不含时间维度的数据。
這個問題到目前為止還没有很好的解决方案，但是在一些特定的情況下，有一些很有用的解決方式。例如，當時間沒有延遲的時候，我们可以采用主成分分析或獨立成分分析。尽管這個問題已經有許多解決方式，科学家们仍然在持续对其进行研究。

## 问题基本描述
如果可以对信号混合的方式直接建模，当然是最好的方法。但是，在盲信号分离中我们并不知道，信号混合的方式，所以，只能采用统计的方法。算法做出了如下的假定：
具有 {\displaystyle m} 个独立的信号源 {\displaystyle s_{1}(t),...,s_{m}(t)} 和 {\displaystyle n} 个独立的观察量 {\displaystyle x_{1}(t),...,x_{n}(t)}，观察量和信号源具有如下的关系
{\displaystyle \mathbf {x} (t)=A\mathbf {s} (t)}
其中 {\displaystyle \mathbf {x} (t)={[x_{1}(t),...,x_{n}(t)]}^{T}}, {\displaystyle \mathbf {s} (t)={[s_{1}(t),...,s_{m}(t)]}^{T}}, {\displaystyle A} 是一个 {\displaystyle {n}\times {m}} 的系数矩阵，原问题变成了已知 {\displaystyle \mathbf {x} (t)} 和 {\displaystyle \mathbf {s} (t)} 的独立性，求对 {\displaystyle \mathbf {s} (t)} 的估计问题。
假定有如下公式
{\displaystyle \mathbf {y} (t)=W\mathbf {x} (t)}
其中 {\displaystyle \mathbf {y} (t)} 是对 {\displaystyle \mathbf {s} (t)} 的估计，{\displaystyle W} 是一个 {\displaystyle {m}\times {n}} 系数矩阵，问题变成了如何有效的对矩阵 {\displaystyle W} 做出估计。

## 问题基本假设
1. 各源信号 {\displaystyle s_{i}(t)} 均为零均值信号，实随机变量，信号之间统计独立。如果源信号 {\displaystyle s_{i}(t)} 的概率密度为 {\displaystyle p_{i}(s_{i})}，则 {\displaystyle s(t)} 的概率密度为 {\displaystyle p(s)=\prod _{i=1}^{n}p_{i}(s_{i})}。
2. 源信号数目 {\displaystyle m} 小于等于观察信号数目 {\displaystyle n}，即 {\displaystyle m\leq n}。混合矩阵 {\displaystyle A} 是一个 {\displaystyle n\times {m}} 的矩阵，一般會假設 {\displaystyle A} 满秩({\displaystyle \mathrm {rank} (A)=m})。
3. 源信号中只允许有一个高斯分布，因為任意數量的獨立高斯分布和依舊是高斯分布，這意味著当多于一个高斯分布时，源信号变得不可分(難以分辨)。[1]

## 自然梯度解法
自然梯度法的计算公式为：{\displaystyle W(n+1)=W(n)+\eta (n)[I-\phi (y(n))y^{T}(n)]W(n)}
其中{\displaystyle W}为我们需要估计的矩阵。{\displaystyle \eta (n)}为步长,{\displaystyle \phi (y)}是一个非线性变换，比如{\displaystyle \phi (y)=\phi (y^{3})}
实际计算时y为一个{\displaystyle m\times k}矩阵，m为原始信号个数，k为采样点个数

### 算法描述
1)初始化W(0)为单位矩阵
2)循环执行如下的步骤,直到W(n+1)与W(n)差异小于规定值{\displaystyle \tau }(计算矩阵差异的方法可以人为规定)，有时候也人为规定迭代次数
3)利用公式{\displaystyle y(n)=W(n)y(n-1)},(其中{\displaystyle y(-1)=x})
4)利用公式{\displaystyle W(n+1)=W(n)+\eta (n)[I-\phi (y(n))y^{T}(n)]W(n)}

## 深度學習解法
有一部分的論文是用非線性回歸的技術來找出，而說到經典的作法，就要提到 Hershey, John R.的論文，要解決的是盲信號分離，作法是將時頻譜的抽樣時刻和頻率，利用神經網路和集群來分成不同群，每一群代表的是哪一個講話者在那個抽樣裡佔了最大的比例，這種方法稱為"deep clustering"，有許多論文都是在這上面做延伸。
然而利用時頻譜來作為訊號的特徵有幾項缺點：
- 短時距傅立葉變換是一個通用的訊號轉換，然而在訊號分離的任務上，未必是最佳的訊號特徵。

- 在反短時距傅立葉變換時，需要重建原始訊號的相位（phase），即使可以分離出跟原始信號一樣的時頻譜，然而具有偏差的估計會影響到重建訊號的準確度。

- 利用時頻譜來做訊號分離是需要混和訊號高解析度的頻率分解，要用橫跨較長時間的窗函數來做短時距傅立葉變換，這個會增加系統的延遲，不利於即時的語音處理任務，像是在電信設備中的應用。[8]

這些問題都發生在用時頻譜來做訊號分離，而最直覺的解決方式就是直接在時域上做，這樣就可以避免將聲音的大小聲和相位做分離。其中表現的最好的就是Conv-Tasnet這個方法，Conv-Tasnet可分為三個區塊，編碼器（encoder）、分離器（separator）和解碼器（decoder），編碼器將一小段的混和訊換轉換為在特徵空間（feature space）上的特徵向量，藉由這個特徵向量，分離器要找出一個相對應的遮罩（mask），將特徵向量和遮罩做相乘後，再用解碼器將其轉換為原始訊號源所發出的單一訊號。

## 历史
盲信号分离最早由Herault和Jutten在1985年提出，发表在一篇法文杂志上。随后他们相继发表文章对盲信号问题做出分析，提出了一种自适应的方法。其他一些学者对他们的方法进行了分析，分析了他们提出的方法的稳定性，在他们工作的基础上，引入了神经网络的方法对盲信号进行分离，并对其稳定性进行了分析。